# José Canó
Joselito "José" Canó Soriano (San Pedro de Macorís, 7 de marzo de 1962) es un ex lanzador dominicano que lanzó brevemente en la Liga Mayor de Béisbol con los Astros de Houston en 1989.

## Carrera
Lanzó seis juegos con los Astros de Houston y fue el único lanzador de Grandes Ligas en lanzar un juego completo en su última aparición en las mayores (la cual fue su única victoria).
Canó jugó con los Leones Uni-President desde 1992 hasta 1994 y con los Wei Chuan Dragons desde 1998 hasta 1999.
Además jugó para los Toros del Este y las Estrellas Orientales en la Liga Dominicana.
Su hijo, Robinson Canó, a quien le puso el nombre en honor a Jackie Robinson, es el actual segunda base estelar de los Seattle Mariners.
José le lanzó a su hijo y a David Ortiz en el Home Run Derby 2011.